# 잡곡

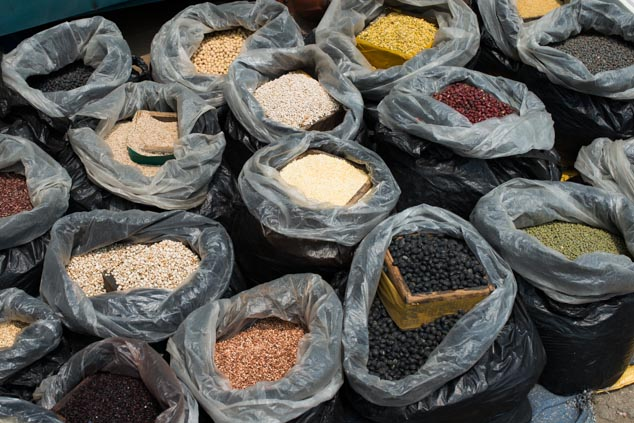
잡곡

잡곡(雜穀)은 쌀 이외의 모든 곡식을 가리키는 단어이다. 보리, 밀, 귀리, 호밀, 조, 피, 기장, 수수, 옥수수, 메밀 등이 잡곡에 속한다.

## 종류
- 맥곡
- 서곡

## 참고 자료
- 이 문서에는 다음커뮤니케이션(현 카카오)에서 GFDL 또는 CC-SA 라이선스로 배포한 글로벌 세계대백과사전의 내용을 기초로 작성된 글이 포함되어 있습니다.